# Мезофіли
Мезофільні організми або мезофіли — організми, що найкраще всього ростуть при середніх температурах, не надто високих і не надто низьких, зазвичай між 15 і 40 °C. Найчастіше термін використовується для мікроорганізмів.
Довкілля, де мешкають такі організми, включає ґрунт, тіло тварин та інші подібні системи. Оптимальна температура багатьох патогенних мезофілів є близькою до температури тіла тварин, на яких вони паразитують, або 37 °C для тіла людини.
Організми, що полюбляють холодні температури, називаються кріофіли, а організми, що полюбляють високі температури — термофілами (у крайньому випадку особливи високих температур — гіпертермофілами).
Мезофільні молочні ферменти входять в склад сиру Petit Brie, який виробляють у Франції.